# Stechkin APS
La Stechkin APS (Avtomatičeskij Pistolet Stečkina, Автоматический Пистолет Стечкина) è una pistola mitragliatrice russa. Essa porta il nome del suo inventore Igor' Jakovlevič Stečkin.

## Utilizzatori
- Unione Sovietica[2]
- Vietnam
- Cuba[3]
- Mongolia[4]
- Angola[5]